# Кейт Саммерскейл
Кейт Саммерскейл (англ. Kate Summerscale; нар. 1965) — англійська журналістка та письменниця. Лауреатка «Samuel Johnson Prize» 2008 (за роман «Підозри містера Вічера, або Вбивство на Роуд-Гілл»), «Премії імені Сомерсета Моема» (за книгу «The Queen of Whale Cay») у 1998 році. Лауреат премії Едгара По у 2017 році за The Wicked Boy: The Mystery of a Victorian Child Murderer (Злий хлопчик: Таємниця вікторіанського вбивці дитини). Працює для «The Guardian», «The Daily Telegraph» та «The Sunday Telegraph».

## Біографія
Саммерскейл виростала в Японії, Великобританії та Чилі. Після відвідування школи Bedales (1978–1983) вона здобула двічі спочатку в Оксфордському університеті та ступінь магістра журналістики в Стенфордському університеті. Зараз живе в Лондоні із сином.